# Norma Foley
Norma Foley, née en 1970, est une femme politique irlandaise, membre du Fianna Fáil (FF). 
Elle est députée depuis 2020 dans la circonscription de Kerry et ministre de l'Enfance, du Handicap et de l'Égalité depuis 2025.
Elle est ministre de l'Éducation de 2020 à 2025.